# 生物分類技能検定
生物分類技能検定（せいぶつぶんるいぎのうけんてい）は、財団法人自然環境研究センターの認定する生物分類の検定試験。

## 概要
野生生物に関心のある人々を対象に、正しい分類の知識の向上を図り、調査や保全を担う明日の人材を育てるとともに、動物分類学や植物分類学の発展に寄与することを目的に、1999年に開始された。開始当初は2級と3級だけであったが、2000年には4級が、2002年には1級が新設された。

## 試験区分
- 1級 - 特定の分類群に関して高度の専門知識と分類技能を持ち、それを業務等において活用できると判断される者
  - 動物部門 - （専門分野:哺乳類・爬虫類・両生類、鳥類、魚類、昆虫類）
  - 植物部門 - （専門分野:植物）
  - 水圏生物部門 - （専門分野:浮遊生物、遊泳生物、底生生物）
- 2級 - 職業として環境アセスメント調査、生物調査、およびそれに付帯する業務に携わる者、あるいは今後携わろうとする者
  - 動物部門
  - 植物部門
  - 水圏生物部門
- 3級 - 生物一般の知識・技能のある者
- 4級 - 生物一般の知識・技能に興味のある者

## 受験資格
- 2級、3級、4級は受験資格なし。1級は3年以上の業務経験があり、2級のいずれかの各部門に合格した者。